# Bruche

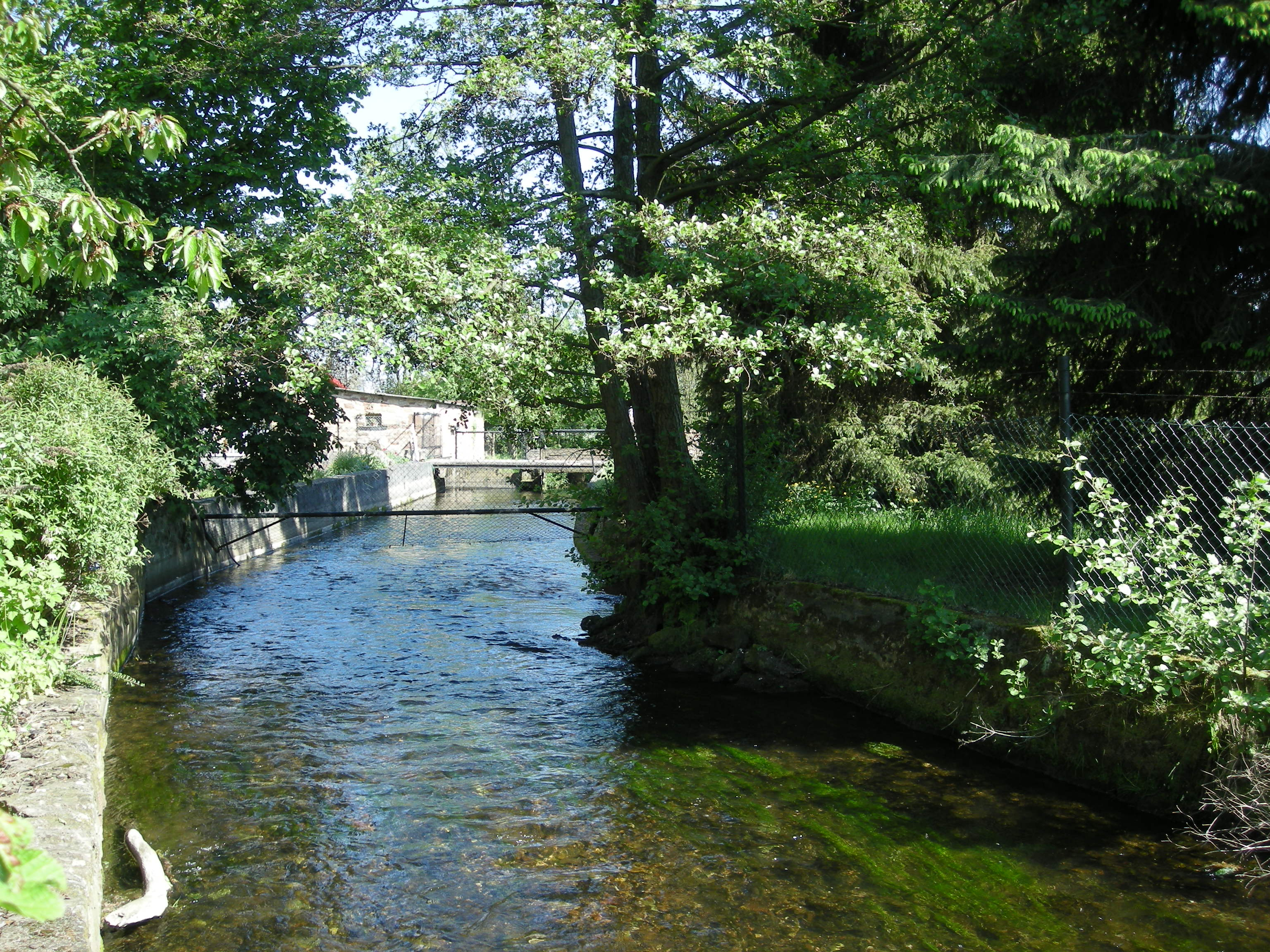
Bruche vid Dinsheim-sur-Bruche

Bruch eller Breusch (tyska och svenska) är en flod i Alsace, som mynnar i Ill vid Strasbourg.
Bruches dalgång är tätt befolkad och har en betydande industri.